# سلم إلى السماء
"سلم إلى السماء" (بالإنجليزية Stairway to Heaven) هي أغنية لفرقة الروك البريطانية لد زبلين، سجلت الأغنية في عام 1970، وأُديت لأول مرة في أواخر العام 1971، في إيرلندا الشمالية/قاعة ألستر في بلفاست. قام بتلحينها العازف الشهير جيمي بايج، وقام بغنائها روبرت بلانت الذي هو أيضا من قام بصياغة كلماتها لتكون الأغنية الأشهر في ألبومهم الرابع. يباع من الأغنية نحو 15 ألف نسخة سنويًا، وصنفت في المرتبة رقم 31 لأعظم 500 أغنية بالتاريخ من مجلة رولينغ ستون.